# Єврейські кладовища у Львові
Єврейські цвинтарі у Львові — збережені та знищені юдейські поховання у Львові.
Найдавнішим єврейським цвинтарем у Львові було Старий єврейський цвинтар, заснований, за різними даними, наприкінці XIII або на початку XV століття. Новий єврейський цвинтар відкрили у 1855 році. Окрім того у Львові існувало декілька невеликих єврейських цвинтарів, заснованих у середині XIX та на початку XX століття.

## Старий цвинтар (кіркут)

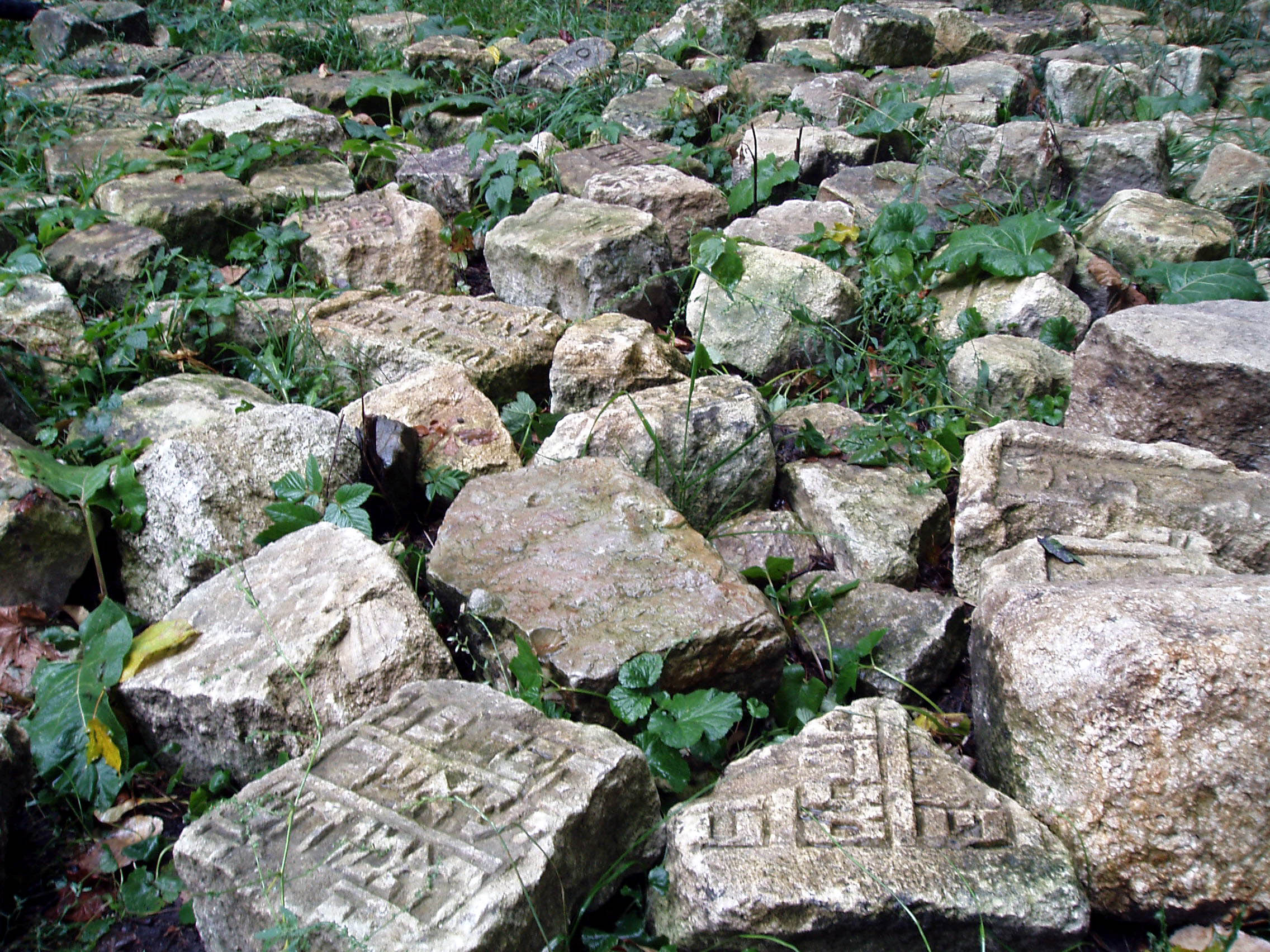
Уламки мацев на території старого цвинтаря

Старий єврейський цвинтар у Львові є одним з найдавніших у Східній Європі. Разом із залишками стін Високого Замку і церквою святого Миколая воно було однією з небагатьох пам'яток княжих часів у Львові, що збереглися до XX століття.
Існує декілька версій щодо того, коли у Львові з'явилося перший єврейський цвинтар (кіркут). За даними дирекції старого єврейського цвинтару найдавніші мацев датуються 1348 (немовля Якуб) і 1378 (Міріам, дочка Саула). Історик Маєр Балабан вважав, що кладовище могло існувати з кінця XIII століття і вважалося найдавнішим в усій Червоній Русі. Директор Львівського історичного архіву О. Чоловський вважав, що єврейський цвинтар у Львові датується в міських актах 1414 роком. Інший дослідник Рудольф Менкіцький вважав, що найдавніша згадка в книгах львівського магістрату належить до 1480 року. У цьому записі говорилося, що євреї повинні платити за цвинтар 30 грошів щорічно на день святого Миколая.
Довгий час тут ховали євреїв з усієї Галичини, лише в кінці XVI на початку XVII століття було дозволено мати цвинтарі єврейським громадам інших галицьких міст і містечок.
Не зважаючи на появу у Львові у 50-ті роки XIV століття нового єврейського кварталу в середмісті, цвинтар тривалий час залишався тим самим.
У 1601, 1624, 1628 роках громада докупила ділянки землі, й плата за користування цвинтарем збільшилася. Межі кладовища були чітко окреслені вже на плані Львова в 1766 році. Воно розміщувалося між сучасними вулицями Раппопорта, Клепарівською, Броварною та Базарною. Всіх визначних людей ховали в центральній частині. Там був похований засновник розробки дрогобицьких соляних родовищ Волчко; перший львівський рабин раббі Леві бен Якуб Кікенес (пом. 1503), засновник синагоги «Золота Роза» Іцак Нахманович (пом. 1595); сама Золота Роза, дочка Якуба (пом. 1637), засновник єшиви, керівник сеймику євреїв Польщі Ізує Фалк (пом. 1614); ректор єшиви, якого чвертували у Львові за віру Хаїм Райцес (пом. 1728). Неподалік був ряд із 129-ти надгробків жертвам єзуїтського погрому 1664 року. Найбільше мацев датувалися 1855 роком, коли в місті лютувала епідемія холери. Внаслідок епідемії Старий цвинтар виявився переповненим, і його того ж таки 1855 року закрила влада.
Збереглися опис цвинтаря та альбом фотографій багатьох його надгробків, зроблений у 1925—1928 роках Львівським товариством опіки єврейських пам'яток старовини.
Сьогодні старий єврейський цвинтар, одне з найдавніших в Європі, не існує. За 500-річну історію існування тут, згідно з оцінкою фахівців, на території близько 3 гектарів поховано від 25 до 30 000 осіб.

### Поховання на Старому цвинтарі
Видатних осіб євреї ховали в самому центрі кладовища (кіркуту), що становив, за словами М. Балабана, «єврейський пантеон». Тут стояли нагробки відомих людей єврейської громади Львова:
- Нахмана і Мордехая Ісаковичів (пол. Nachman Izaakowicz, Mordechaj Izaakowicz, пом. 1618);
- Ісаака Нахмановича (пол. Izaak Nachmanowicz, пом. 1637);
- Ізує Фалька (пол. Izuje Falk, пом. 1614);
- Давида бен Шмуела Га-Леві (пол. David Halevy, пом. 1667);
- Рози Нахманович (Золота Роза) (пол. Roza Nachmanowicz, Giłdene Rojze, пом. 1637);
- Адель Кікінес із Дрогобича (пол. Adel Kikines, пом. 1710);
- рабинів братів Хаїма та Йони Райзесів (пол. Chajm Reises, Jona Reises, пом. 1728).

На околиці поховані рабини
- Леві бен Якуб Кікінес (пол. Levi ben Jakob Kikines, пом. 1503);
- Хахам Цві Ашкеназі (пол. Chacham Zwi Ashkenazy) (1660—1718[1]);
- Хаїм Рапопорт (пол. Chajm Rappaport, пом. 1771);
- Якуб Орнштайн (пол. Jakob Ornstein, пом. 1839);
- Абрагам Кон (пол. Abraham Kohn, пом. 1848).

Багато надгробків мали характерні символи:
- благословляючі руки — символ когена;
- дзбан і глечик — символ левита (представника коліна Леві);
- книжки — символ вченого.

Також родинні символи:
- ворон — родина Раппопортів;
- олень — Ашкеназі;
- голуб — Кікінеси.[2]

## Новий цвинтар
Новий єврейський цвинтар відкрили в серпні 1855 року на Кортумовій горі, неподалік від вулиці Янівської (нині — Шевченка). Тут були поховані такі шановні члени єврейської громади, як Еммануїл Блюменфельд, Еміль Бик, рабин Швабахер, Ехезкіль Каро, Натан Левенштейн. У 1856 році на новому цвинтарі на гроші комерсанта Ефроїма Вікселя споруджено синагогу. У 1875 році єврейська громада вимостили дорогу (нині вулиця Єрошенка) до нового цвинтаря від Янівської. У 1890 році цвинтар оточили парканом у неороманському стилі. У 1894 році біля головного входу на цвинтар побудували адміністративне приміщення. 1912 року споруджено нове передпохоронне приміщення (Бет-Тахара) в стилі модерн.

## Невеликі цвинтарі

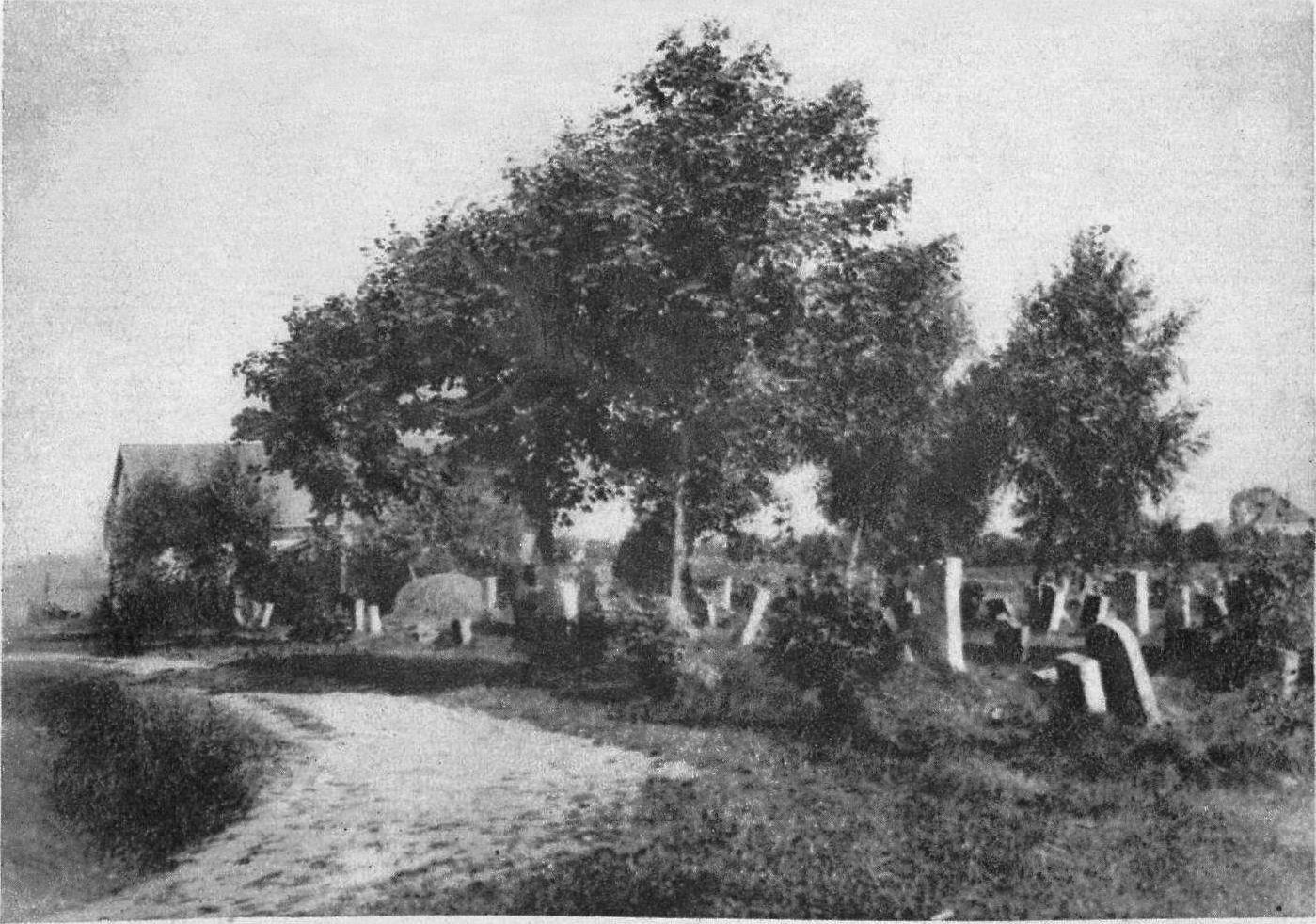
Єврейський цвинтар на Кульпаркові

Ще один цвинтар було відкрито в районі Знесіння у травні 1872 року для жителів таких прикагалків, як Збоїща, Замарстинів, Голоско, Клепарів, Кривчиці.
У вересні 1884 року було відкрито єврейський цвинтар поблизу Крайового закладу для божевільних в Кульпаркові.
На початку XX століття на Замарстинові існував невеликий цвинтар, закритий перед першої світової війною.
На Кортумовій горі після 1918 року було споруджено пам'ятник жертвам погрому у листопаді 1918 року, а поруч з ним меморіал загиблим євреям — воїнам австро-угорської армії.

## Доля єврейських цвинтарів
На початку XX століття Старий цвинтар отримав статус пам'ятки від австро-угорського уряду. Цей статус підтвердив уряд відтвореної Польщі. Окупаційна німецька влада наказала знищити Старий цвинтар. У травні 1942 року голова львівського юденрату звертався до адміністрації дистрикту Галичина з проханням надати цвинтарю статус пам'ятки; відповіді на це звернення не було. Остаточно цвинтар знищили у 1947 році, коли на його території побудували колгоспний «Центральний ринок» (нині Краківський ринок).
Новий єврейський цвинтар почали знищувати відразу після розстрілу юденрату в січні 1943 року. Навесні 1943 року було підірвано будівлю бет-тахара. Після закінчення війни єврейська релігійна громада упорядкувала цвинтар, зібрала і поховали рештки розстріляних, на згадку про них встановила гранітний обеліск. До адміністративної будівлі прибудували приміщення, що використовується як бет-тахара. 1962 року радянська влада розпустила єврейську релігійну громаду, а нове єврейський цвинтар приєднала до християнського Янівського цвинтаря, що знаходився поруч. Зараз воно на три чверті заповнено християнськими могилами, а в південній частині є декілька десятків мусульманських поховань. Єврейські поховання сконцентровані навколо головної алеї.
За радянських часів територію цвинтаря на Знесінні передали під автобазу, а на площі єврейського цвинтаря у місцевості Кульпарків розмістили домобудівний комбінат.
На даний час у малочисельної єврейської громади Львова немає окремого цвинтаря.